# Amphilophus
Amphilophus là một chi cá Trung Mỹ trong phân họ Cichlasomatinae thuộc họ Cá hoàng đế. Chi này có 23 loài. Tuy nhiên, một nghiên cứu năm 2008 do Oldrich Rican làm trưởng nhóm đã cho rằng nhiều loài trong chi Amphilophus nên được chuyển đến chi Astatheros. Các loài được đề nghị di chuyển đến Astatheros là A. alfari, A. altifrons, A. bussingi, A. diquis, A. longimanus, A. macracanthus (mà có thể là loài điển hình của chi Astatheros), A. margaritifer, A. rhytisma, A. robertsoni và A. rostratus.

## Các loài
- Amphilophus alfari Meek, 1907
- Amphilophus altifrons Kner, 1863
- Amphilophus amarillo Stauffer & McKaye, 2002
- Amphilophus astorquii Stauffer, McCrary & Black, 2008[2]
- Amphilophus bussingi Loiselle, 1997
- Amphilophus calobrensis Meek & Hildebrand, 1913
- Amphilophus chancho Stauffer, McCrary & Black, 2008[2]
- Amphilophus citrinellus Günther, 1864
- Amphilophus diquis Bussing, 1974
- Amphilophus flaveolus Stauffer, McCrary & Black, 2008[2]
- Amphilophus globosus Geiger, McCrary & Stauffer, 2010[3]
- Amphilophus hogaboomorum Carr & Giovannoli, 1950
- Amphilophus labiatus Günther, 1864
- Amphilophus longimanus Günther, 1867
- Amphilophus lyonsi Gosse, 1966
- Amphilophus macracanthus Günther, 1864
- Amphilophus margaritifer Günther, 1862
- Amphilophus nourissati Allgayer, 1989
- Amphilophus rhytisma López, 1983
- Amphilophus robertsoni Regan, 1905
- Amphilophus rostratus Gill, 1877
- Amphilophus supercilius Geiger, McCrary & Stauffer, 2010[3]
- Amphilophus sagittae Stauffer & McKaye, 2002
- Amphilophus xiloaensis Stauffer & McKaye, 2002
- Amphilophus zaliosus Barlow & Munsey, 1976